# اتحادیه نویسندگان لهستان
اتحادیه نویسندگان لهستان (لهستانی: Związek Literatów Polskich) یا به اختصار «ZLP»، در نشستی از نویسندگان و فعالان لهستانی در لوبلین در پشت خط مقدم نیروهای شوروی، در خلال آزادی لهستان توسط ارتش سرخ در سال ۱۹۴۴ بنیان نهاده شد. نام اولیه آن (اتحادیه حرفه‌ای نویسندگان لهستانی) برگرفته از سازمان مشابهی بود که در سال ۱۹۲۰ توسط رمان‌نویس مشهور استفان ژرومسکی تأسیس شده بود که در طول جنگ جهانی دوم غیرفعال شد.